# خان الملطاني
خان الملطاني، أحد الخانات والقصور القديمة في الطائف.

## موقع الخان
«يقع في حي أسفل القديم ( المنطقة المركزية) حي السليمانية غرباً»

## الحدود
- من الشمال/ «امتداد شارع الملك فيصل النازل بامتداد جسر باب الحزم والتقائه بشارع خالد بن الوليد».
- من الجنوب/ برحة البريد وبرحة الخميس.
- من الشرق شارع البريد.
- من الغرب/ شارع خميس.[2]

## الشكل الخارجي للخان
- يتكون بناء الخان من دورين، الدور الأول : عبارة عن دكاكين في صفين متوازيين وصفين آخرين غير مغلقين بمعنى أن الشكل التقريبي للبناء مستطيل ضلعاه الصغيران مفتوحان.
- يوجد في الخان أسقف مفتوحة في العراء.
- يوجد في الخان مناور ومنور رئيس يمتد من الشمال إلى الجنوب.
- للخان بوابتين كبيرتين في الجنوب والشمال طعمتا بأقواس وبراويز وأعمدة من الحجر المصفوف ضمن أنصاف الدوائر وبسبك ورص محبوك وبطريقة بوابات الدواوين مما يدل على مهارة البنائين ودقة صناعتهم في تكسير الحجر ونقشه حتى بدت أنماط العمارة الإسلامية ثم العثمانية والرومانية واضحة.
- يحتوي الدور العلوي على الغرف التي شيدت باتجاه متواز وتلتقي في ممر واحد من ناحية الشمال، وله بوابة مبروزة من الحجر المنقوش خصيصًا بفن مميز.[2]

## الخان من الداخل
- يوجد به أكثر من (38) دكانًا على وجه التقريب ويقع في خطين متوازيين، كما يوجد في الغرب تقريبًا (12) دكان.
- تختلف سعة الدكاكين عن بعضها إلا أنها تتساوى في السعة كلما تم الدخول في الممشى الطويل من الشمال للجنوب.
- «البوابتان مميزتان هندسيًا وصلبتان وقويتا الصب والقواعد ومنظرهما الداخلي تكملة لجمالهما من الخارج في الزخرفة والنقش والرص الحجري والصلادة»
- عدد الغرف في الدور الثاني لا يتجاوز (20) غرفة وتتميز بصغر حجمها وبها شبابيك خشبية من العرعر والزان يعلو نقوش مرسومة بفن.
- جاءت مواد أسق الخان متنوعة فبعضها من خشب العرعر والبعض الآخر منها من الرخام والحجر.
- يوجد في الخان ثلاثة مطابخ وست حمامات وهذه المرافق بنيت داخليًا وفق مزيج من نمط العمارة الإسلامية والتركية والرومانية.[3]

## التكوين الجمالي للخان
- يوجد على البوابتين الكبيرتين زخارف من الحجر تعلو الأقواس والبراويز والأعمدة.
- تمت الاستعانة بالأخشاب المحفورة على الأبواب والشبابيك في الغرف والدكاكين في تباين شكلي عمراني حسب هندسة البناء الإسلامي والمحلي الممشوق والروماني المعشق.[3]

## الإنشاء الهندسي للخان ( القصر)
- تم بناء القصر قبل الولاية العثمانية وكان بمثابة ثكنة عسكرية ثم ثكنة حكومية، ثم غدا سوقًا للخياطين حيث مارس فيه الخياطون بيع الملابس العسكرية ومستلزماتها.
- أصبح الدور الثاني سكنًا لأسر عدة بعد أن كان سكنًا عسكريًا.
- تم بناؤه على أيدي محلية وتركية وهندية وافدة وذلك حسب مناهج العمران الحجري في مدراسه الأربع: الإسلامية والحجازية والرومانية وأخيرًا التركية.[4]

## انظر ايضاً
- قصر شبرا (الطائف)
- بيت الكاتب
- قصر الصيرفي